# Clinanthus viridiflorus
Clinanthus viridiflorus là một loài thực vật có hoa trong họ Amaryllidaceae. Loài này được (Ruiz & Pav.) Meerow mô tả khoa học lần đầu tiên vào năm 2000.